# Аль Абдуф
Аль Абдуф (англ. Al ‘Abd, араб. العبد) — поселення у Сирії, що складає численну сирійську арабську общину в нохії Мухасан, яка входить до складу  мінтаки Дайр-ез-Заур у східній сирійській мухафазі Дайр-ез-Заур.